# 826

## Събития
- Датският крал Харалд приема Християнството